# Schlacht von Abu Klea
 Aba – Dschebel Gedir I – Sennar I – Dschebel Gedir II – al-Ubayyid I – al-Ubayyid II – Sennar II – Sinkat – El Teb I – Scheikan – El Teb II – El Teb III – Tamanieh – Khartum – Abu Klea – Gallabat – Toski – Firket – Atbara – Omdurman – Umm Diwaykarat
Die Schlacht von Abu Klea vom 17. Januar 1885 war Teil einer größeren britischen Militärexpedition, die zum Ziel hatte, die Belagerung von Khartum, der Hauptstadt des Sudan, während des Mahdi-Aufstands zu beenden. Am 16. Januar 1885 erreichte eine britische Streitmacht unter Herbert Stewart das Lager von Abu Klea, etwa 240 Kilometer nördlich von Khartum. Am nächsten Tag wurden sie von einer zahlenmäßig überlegenen Armee unter Führung von Mûsâ wad Hilu angegriffen. Dank überlegender Bewaffnung und besserer Disziplin gelang es den Briten, die Mahdisten zurückzudrängen und den Angriff abzuwehren.

## Vorgeschichte
Im Sudan, der ab 1821 unter die Herrschaft der osmanischen Vizekönige (Khediven) von Ägypten gekommen war, begann 1881 der Mahdi-Aufstand. Die kolonialen Kräfte Großbritanniens, das 1882 Ägypten besetzt hatte, waren zu dieser Zeit hauptsächlich auf den Konflikt mit Russland gerichtet. Aufgrund der desolaten Lage der ägyptischen Truppen in Sudan wies die britische Regierung unter Gladstone im Dezember 1883 Ägypten an, die Sudan-Provinzen aufzugeben. Dies war allerdings insofern schwierig, als dass tausende ägyptische Soldaten, Zivilangestellte und deren Angehörige aus dem Sudan evakuiert werden mussten. Die britische Regierung beauftragte deshalb Charles George Gordon, der bereits von 1877 bis 1880 Gouverneur Sudans gewesen war, nach Khartum zu gehen, um von dort aus die Evakuierung zu organisieren.

Gordon erreichte Khartum am 18. Februar 1884 und konnte etwa 2500 Frauen, Kinder, Kranke und Verwundete nach Ägypten in Sicherheit bringen, bevor die Mahdisten die Stadt am 18. März einschlossen und die zehnmonatige Belagerung begann. Gordon war anfangs in der Lage, Nachrichten nilaufwärts zu schicken, und in den ersten Tagen hätte er leicht entkommen können, was Großbritannien weitgehend von der Verpflichtung befreit hätte, ihn zu unterstützen. Stattdessen versicherte er der Regierung in London, dass er nicht beabsichtigte, sich seiner Verantwortung zu entziehen, und das Schicksal der Garnison teilen würde. Gordons missliche Lage brachte Premierminister Gladstone in Verlegenheit, der zögerte, britische Truppen für einen längeren Feldzug im Sudan einzusetzen. Gladstone gab schließlich nach und sandte eine Armee unter Garnet Joseph Wolseley, die so genannte Gordon Relief Expedition, aus.

## Auftakt

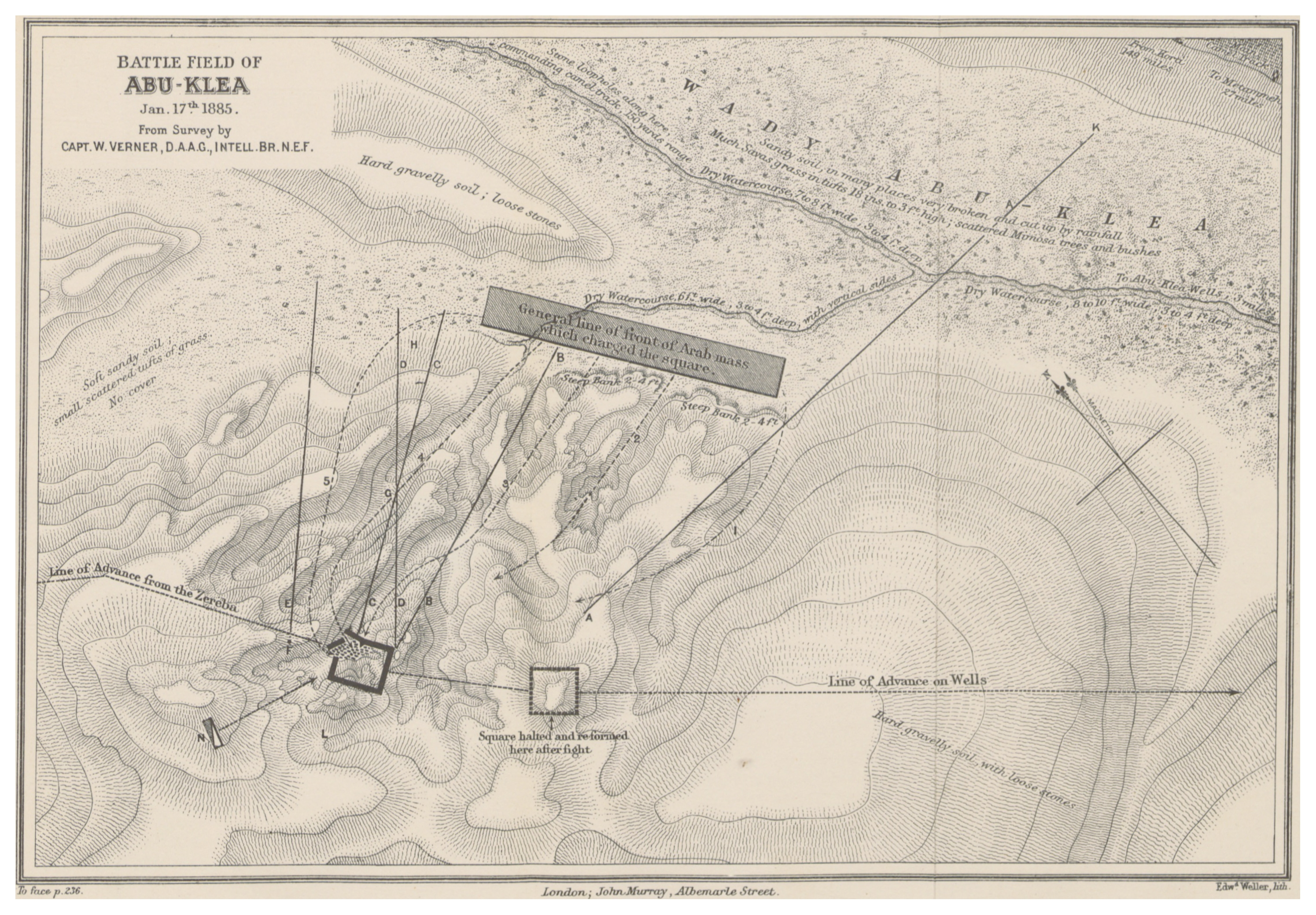
Karte des Schlachtfeldes

Da ihm der Landweg mit Karawanen zu unsicher erschien, wollte sich Wolseley Khartum über den Nil nähern. Die Vorauskommandos der Expedition erreichten Korti Mitte Dezember. Da Wolseley nicht alles riskieren konnte, um an der Flussroute festzuhalten, entschied er, 2.400 Mann flussabwärts zu schicken und sein neues Kamelkorps durch die Wüste nach Metemmeh zu entsenden, um es einzunehmen. Die Strecke nach Metemmeh konnte nicht zurückgelegt werden, ohne dass zumindest die Brunnen in Jakdul gesichert waren. Brigadegeneral Herbert Stewart sollte eine Vorhut nach Jakdul führen, dort die Brunnen sichern, Vorräte anlegen und dann nach Korti zurückzukehren. Von dort aus sollte er dann mit seinem Vorstoß auf Metemmeh beginnen.

Während die Hauptstreitmacht der Briten (River Column) unter Generalmajor William Earle (nach seinem Tod Henry Brackenbury) von Korti aus mit Dampfern auf dem Nil vorrückten, marschierte das Camel Corps unter Stewart direkt durch die Bayuda-Wüste. Am 30. Dezember 1884 begann Stewart seinen 98-Meilen-Marsch in Richtung Jakdul. Nach weniger als drei Tagen hatte er Jakdul erreicht und war bereits am 5. Januar zurück in Korti.

Die gesamte Truppe, die Herbert Stewart zur Verfügung stand, bestand aus der ersten Division der Marinebrigade, der 1. Schwadron des 19. Husarenregiments, dem Schweren Kamelregiment, dem Berittenen Infanterie-Kamelregiment, einer halben Batterie der Royal Artillery, dem Royal Sussex Regiment, einer Kompanie des Essex Regiments und einem medizinischen Stab. Hinzu kamen 304 Einheimische, 2228 Kamele und 155 Pferde. Stewarts Vorstoß durch 174 Meilen offene Wüste gestaltete sich weitaus schwieriger als vermutet. Viele der Brunnen in den Oasen waren ausgetrocknet, so dass die Männer und die Tiere unter starkem Durst litten.

Am 12. Januar 1885 erreichte er die Brunnen von Jakdul. Hier wurden zwei kleine Forts errichtet und die Truppe wartete auf Verstärkung und Nachschub, wodurch sie auf 2.000 Mann anwuchs. Am 14. Januar wurde der Marsch fortgesetzt. Am 16. Januar stieß das Camel Corps bei Abu Klea auf eine Armee der Mahdisten unter Abu Saleh und Mohammed Khair. Der Weg nach Abu Klea führte durch ein offenes Tal, das auf beiden Seiten von niedrigen Hügeln eingerahmt war und in der Mitte von einem Khor (einer trockenen Rinne) durchzogen wurde. Als er in das Tal vorstieß, hatte Stewart am anderen Ende Banner der Mahdisten entdeckt. Da es bereits sehr spät war, ließ Stewart ein Boma errichten. In der Nacht gab es vereinzelte Schüsse, sonst verbrachten beide Seiten die Nacht aber ruhig.

## Schlacht
Am 17. Januar um 10:00 Uhr befahl General Stewart, ein Karree zu bilden und auf den Feind vorzurücken. Die feinen Unebenheiten des unnachgiebigen Bodens, die Unerfahrenheit vieler seiner Männer, in einer solchen Formation zu marschieren, und die Anwesenheit der unkontrollierbaren Herde von Gepäcktieren in der Mitte machten es schwierig, die Integrität des Karrees zu erhalten. Sobald sich das Karree in Bewegung gesetzt hatte, geriet es unter den Beschuss der Dschihadiyya auf den nahegelegenen Hügeln. Er manövrierte langsam in das Tal hinein und verlagerte seinen Vormarsch nach einer Weile leicht auf einen hügeligen Bergrücken zu seiner Rechten, um die vermeintliche Stellung der Mahdisten zu umgehen und sie zu einem Angriff zu provozieren.

Die Husaren leisteten außerhalb des Karrees Unterstützung, was sie wiederum von der Marschroute entfernte. Die ganze Zeit über wurde das Karree von weit entfernten Dschihadiyya beschossen, und Stewart schickte Plänkler an seine Front und Flanken, um zu verhindern, dass sie sich ihm näherten. Das Karree befand sich nun auf ansteigendem Gelände und rückte parallel zum Khor in etwa 450 m Entfernung nach links. Das ungleichmäßige Tempo der Kamele hatte dazu geführt, dass sich die Rückseite des Karrees ausbeulte, und eine durch den Vormarsch aufgewirbelte Staubwolke erschwerte die Sicht nach allen Seiten.

Die Probleme der Briten war Amir Musa wad Hilu, der seine Männer in der Deckung des Khors in Erwartung eines solchen Augenblicks in Stellung gebracht hatte, nicht verborgen geblieben. Die Mahdisten stürmtenen schnell aus dem Khor heraus, formierten sich in mindestens drei keilförmigen Gruppen und richteten sich gegen den betroffenen Winkel des Karrees.

Als sie diese vorrücken sahen, zogen sich Stewarts Plänkler in den Schutz des Karrees zurück. Als mehrere Offiziere sahen, dass sie etwa 30 Meter vor einer Anhöhe standen, drängten sie ihre Männer nach vorne, um diese vor den Mahdisten einzunehmen. Die plötzliche Bewegung ließ das Karree taumeln, was die Verwirrung, die durch die Kamele im hinteren Teil verursacht wurde, noch verstärkte, und ein Teil der Formation auseinanderbrechen ließ.

Die Abteilung des Gardner-Geschützes unter dem Kommando von Hauptmann Lord Charles Beresford eilte durch die Truppenreihen und bezog eine Stellung gegenüber den Mahdisten, aber außerhalb des Karrees. Um die Geschützbesatzung zu decken, rückte eine der Abteilungen im hinteren Teil des Karrees aus und schwenkte auf die Angreifer zu. Colonel Burnaby, der das Risiko erkannte, befahl einer weiteren Abteilung, sich neben sie zu stellen. Der linke hintere Teil des Karrees war damit frei und ungeschützt. Die Mahdisten rannten in Richtung der Front und der linken Seite des Karrees, wichen aber nach rechts aus, als sie unter schweres Geschützfeuer gerieten. Dass außerhalb des Karrees positionierte Gardner-Geschütz hatte jedoch Ladehemmungen und behinderte das Feuer der Männer dahinter. Noch bevor sie sich zurückziehen konnten, wurde die Geschützmannschaft überrannt und alle außer Beresford selbst wurden getötet.

Die Mahdisten hatten nun eine Öffnung ins Karree erzwungen. Hier sahen sie sich jedoch mit demselben Chaos von Kamelen konfrontiert, dass zuvor die Bewegungen der Briten behindert hatte. Die Verzögerung verschaffte den britischen Soldaten an der Vorderseite des Karrees jedoch einige wertvolle Minuten, um sich nach innen zu wenden und jeden Angreifer zu töten, der in das Karree eintrang.  Der entscheidende Moment war für die Mahdisten bereits vorbei. Die Briten auf der linken Seite des Karrees feuerten immer noch unablässig auf die den Hang hinaufkommenden Truppen während die Einheiten im Inneren des Karrees vernichtet worden waren. Schließlich begannen sie sich unter massiven Verlusten zurückzuziehen.

Nach dem Rückzug der Mahdisten gab Stewart den Befehl, einige hundert Meter nach Süden vorzurücken und das Karree neu zu bilden. Als klar war, dass die Mahdisten das Schlachtfeld vollständig verlassen hatten, durften sich die Truppen in Formation setzen, und Stewart befahl, sich um die Verwundeten zu kümmern. Als schließlich die Brunnen gesichert waren, ließ Stewart seine Verwundeten dort zurück und zog weiter, in der Hoffnung, Metemmeh noch in der Nacht zu erreichen. Tatsächlich näherte sich die Kolonne erst am Morgen des 19. dem Nil, um festzustellen, dass sich die Mahdisten am Flussufer zwischen dem Dorf Abu Kru und Metemmeh versammelt hatten. Hier kam es erneut zum Gefecht, das die Briten für sich entscheiden konnten, aber bei dem Stewart getötet wurde.

## Nachwirkungen
Der Sieg in der Schlacht war zweifellos knapp. Obwohl die Mahdisten in Abu Klea waffentechnisch weit unterlegen waren, griffen sie so entschlossen an, dass sie aufgrund der schlechten Formation der Briten innerhalb weniger Minuten in das Karree eindringen konnten. Obwohl Abu Klea zweifellos ein britischer Sieg war, wurde er aufgrund der hohen Verluste von vielen als Katastrophe angesehen. Die Schuld wurde vor allem der Tatsache zugeschrieben, dass die Männer aus verschiedenen Kavallerieregimentern stammten, die noch nicht gelernt hatten, gemeinsam zu kämpfen, und in Infanterietaktik schlecht ausgebildet waren. Dennoch gelang es Stewart, sein Ziel zu erreichen und die Brunnen in Abu Klea zu sichern.

### Verluste
Auf Seiten der Mahdisten gab es 1.350 Tote und 700 Verwundete. Die Briten verloren in der Schlacht neun Offiziere (u. a. Oberstleutnant Frederick Gustavus Burnaby, der stellvertretende Befehlshaber, und Edward John Leveson Jervis, 4. Viscount St. Vincent) sowie 61 Soldaten. Hinzu kamen 78 Verwundete.